# Avior
Avior (Èpsilon de la Quilla / ε Carinae) és el tercer estel més brillant a la constel·lació de la Quilla, amb magnitud aparent +1,95. El seu nom és d'origen recent, car va ser assignat a la dècada de 1930 en crear-se The Air Almanac, un almanac de navegació usat per les forces aèries britàniques. És l'estel més brillant de la Falsa Creu, asterisme que forma al costat d'Aspidiske (ι Carinae), δ Velorum i κ Velorum.
Quant a les seves característiques físiques, Avior és un estel binari que s'hi troba a 630 anys llum del sistema solar. La component principal és una gegant taronja de tipus espectral K3III que està acompanyada per un estel blau de la seqüència principal de tipus B2V. La massa estimada d'aquesta última és de 7 masses solars. Conjuntament, el sistema té una lluminositat 6.000 vegades major que la lluminositat solar, i és difícil precisar quina de les dues components és la més lluminosa. Separades visualment 0,02 segons d'arc, la distància entre ambdós estels és d'unes 4 ua. Existeix certa evidència que Avior constitueix una binària eclipsant, on el pas d'un estel per davant de l'altre produeix fluctuacions en la seva lluentor de l'ordre de 0,1 magnituds cada 2,2 anys.